# Kingscote, Gloucestershire
Kingscote är en ort och civil parish i Storbritannien.   Den ligger i grevskapet Gloucestershire och riksdelen England, i den södra delen av landet, 150 km väster om huvudstaden London. Kingscote ligger 214 meter över havet och antalet invånare är 273.
Terrängen runt Kingscote är platt åt sydost, men åt nordväst är den kuperad. Kingscote ligger uppe på en höjd. Runt Kingscote är det ganska tätbefolkat, med 86 invånare per kvadratkilometer. Närmaste större samhälle är Chipping Sodbury, 16,7 km sydväst om Kingscote. Trakten runt Kingscote består till största delen av jordbruksmark.